# Susanne Pumper
Susanne Pumper (Austria, 1 de septiembre de 1970) es una atleta austriaca especializada en la prueba de 3000 m, en la que consiguió ser subcampeona europea en pista cubierta en 2005.

## Carrera deportiva
En el Campeonato Europeo de Atletismo en Pista Cubierta de 2005 ganó la medalla de plata en los 3000 metros, con un tiempo de 8:47.74 segundos, tras la polaca Lidia Chojecka y por delante de la alemana Sabrina Mockenhaupt  (bronce).